# HAT-P-13 c
HAT-P-13 c — объект в созвездии Большой Медведицы на расстоянии около 697 св. лет от Солнца, имеющий массу не менее 15 масс Юпитера, что позволяет условно отнести его к коричневым карликам. Вращается вокруг жёлтого карлика HAT-P-13. Обнаружен транзитным методом в рамках проекта HATNet Project в 2009 году.